# Bullerskärs naturreservat
Bullerskärs naturreservat är ett naturreservat i Norrtälje kommun i Stockholms län.
Området är naturskyddat sedan 1995 och är 7,5 hektar stort. Reservatet omfattar ön Bullerskär och höjden på denna. Reservatet består av granskog och mindre partier av tallskog.
Ön blev hårt drabbad av stormen Alfrida i januari 2019, och dess karaktäristiska form förändrades totalt